# سابولش شيندلر
سابولش شيندلر (بالمجرية: Schindler Szabolcs)‏ هو لاعب كرة قدم مجري في مركز الدفاع، ولد في 26 أكتوبر 1974 في Kecel ‏ في المجر. لعب مع نادي بكسكابا 1912 إلوره ونادي بودابست هونفيد ونادي بودابست ونادي فاساس ونادي كيكسكيميت ونادي مول فيهيرفار.